# Büyükyoncalı, Saray
Büyükyoncalı là một thị trấn thuộc huyện Saray, tỉnh Tekirdağ, Thổ Nhĩ Kỳ. Dân số thời điểm năm 2011 là 10.072 người.